# Braunia alopecura
Braunia alopecura är en bladmossart som beskrevs av Limpricht 1889. Braunia alopecura ingår i släktet Braunia och familjen Hedwigiaceae. Inga underarter finns listade i Catalogue of Life.